# Ґанатлеба (Лаґодехі)
Ґанатлеба (груз. განათლება) — село в Грузії.
За даними перепису населення 2014 року в селі проживає 376 осіб.